# Gbehzohngar Findley
Gbehzohngar Milton Findley, né le 2 juillet 1960, est un homme d'affaires et un homme politique libérien, ayant exercé les fonctions de sénateur, président du Sénat et ministre des Affaires étrangères.

## Biographie
Diplômé de l'université de Lund (Suède) et de l'université Franklin à Columbus (États-Unis), il est le propriétaire d'une plantation de café et de cacao.[réf. nécessaire]
Fils d'un influent avocat, il commence sa carrière politique en se faisant élire au sénat en 2005. Il y représente le comté de Grand Bassa pendant neuf ans, siégeant d'abord comme indépendant avant d'adhérer au Parti de l'unité, au pouvoir. Il est nommé président de l'autorité aéroportuaire du Libéria en 2015.Il quitte le Parti de l'unité en août 2017 pour rejoindre la Coalition for Democratic Change, qui soutient la candidature de George Weah à l'élection présidentielle.
La victoire de Weah entraîne sa nomination au ministère des Affaires étrangères le 24 janvier 2018 . Il démissionne le 28 juillet 2020, pour se présenter aux élections sénatoriales de nouveau en tant de représentant du Grand Bassa.